# Peter Levi
Peter Tchad Tigar Levi, né le 31 mars 1931 à Ruislip et mort à Frampton-on-Severn (en) le 1er février 2000, est poète, archéologue, jésuite de 1948 à 1977, écrivain voyageur, biographe, universitaire, auteur et critique anglais. Il fut professeur de poésie à l'université d'Oxford (1984-1989).

### Ses ouvrages poétiques
- 1960: The Gravel Ponds. London: Andre Deutsch.
- 1962:  Water, Rock and Sand. London: Andre Deutsch.
- 1965: The Shearwaters. Clive Allison (Harlequin Poets). In Longer Contemporary Poems (ed. David Wright, 1966). Penguin Books.  (ISBN 978-0140420876)
- 1966: Fresh Water, Sea Water. London: Black Raven Press.
- 1968: Ruined Abbeys. Northwood: Anvil Press.
- 1968: Pancakes for the Queen of Babylon. Northwood: Anvil Press.
- 1970: Ο τόνος της φωνής του Σεφέρη (Mr Seferis' Tone of Voice).
- 1971: Death is a Pulpit. London: Anvil Press.  (ISBN 0-900977-69-8).
- 1971: Life is a Platform. London: Anvil Press.  (ISBN 0-900977-66-3).
- 1973:  in Penguin Modern Poets vol 22. Harmondsworth: Penguin.
- 1976: Collected Poems, 1955–1975. London: Anvil Press.  (ISBN 0-85646-022-2).
- 1977: The Noise Made by Poems. London: Anvil Press.  (ISBN 0-85646-026-5)
- 1978: Five ages.  London: Anvil Press.  (ISBN 0-85646-036-2)
- 1979: Comfort at Fifty for my brother. Pamphlet.
- 1980?: Music of dark tones. (With an engraving by Simon Brett.) Marlborough: Paulinus Press.
- 1981: Private Ground. London: Anvil Press.  (ISBN 0-85646-080-X).
- 1983: The Echoing Green: Three Elegies. London: Anvil Press.  (ISBN 0-85646-111-3).
- 1985: Shakespeare's Birthday. London: Anvil Press.  (ISBN 0-85646-142-3)
- 1989: Shadow and Bone: Poems 1981–1988. London: Anvil Press.  (ISBN 0-85646-211-X).
- 1994: The Rags of Time. London: Anvil Press.  (ISBN 0-85646-258-6).
- 1997: Reed Music. London: Anvil Press.  (ISBN 0-85646-279-9).
- 2001: Viriditas. London: Anvil Press.  (ISBN 0-85646-331-0).

### Récits de voyage
- 1980: The Hill of Kronos. Collins.  (ISBN 0-00-216162-1).
- 1984: The Light Garden of the Angel King: Journeys in Afghanistan. Harmondsworth: Penguin.  (ISBN 0-14-009525-X)
- 1996: A Bottle in the Shade: a Journey in the Western Peloponnese. London: Sinclair-Stevenson.  (ISBN 1-85619-588-0).

### Ouvrages sur la Grèce et l'Antiquité
- Levi, Peter (1980). Atlas of the Greek world. Oxford: Phaidon.  (ISBN 0-7148-2044-X).
- Levi, Peter and Porter, Eliot (1981). The Greek World. London: Aurum.  (ISBN 0-906053-24-2)
- Levi, Peter (1985). A History of Greek Literature. Harmondsworth: Viking (Penguin).  (ISBN 0-670-80100-3).
- Brewster, Harry (1997). The River Gods of Greece: Myths and Mountain Waters in the Hellenic World. London: I.B. Tauris.  (ISBN 1-86064-207-1). (Preface by Peter Levi).

### Biographies et autres ouvrages de littérature
- Levi, Peter (1961). Beaumont, 1861–1961. London: Andre Deutsch.
- Pope, Alexander. Ed. Peter Levi (1974). Pope. Selected by Peter Levi. Harmondsworth: Penguin.  (ISBN 0-14-042174-2).
- Levi, Peter (1983). The Flutes of Autumn. (Autobiography). London: Harvill.  (ISBN 0-00-216246-6).
- Boswell, James, and Johnson, Samuel. Ed. Peter Levi (1984). A Journey to the Western Islands of Scotland and the Journal of a Tour to the Hebrides. Harmondsworth: Penguin.  (ISBN 0-14-043221-3).
- Levi, Peter (1988). The life and times of William Shakespeare. London: Macmillan.  (ISBN 0-333-43584-2).
- Levi, Peter (1988). A Private Commission: new verses by Shakespeare. London: Macmillan.  (ISBN 0-333-47655-7).
- Levi, Peter (1989). Goodbye to the Art of Poetry. London: Anvil Press.  (ISBN 0-85646-212-8).
- Levi, Peter (1990). Boris Pasternak. London: Hutchinson.  (ISBN 0-09-173886-5).
- Levi, Peter (1993). Tennyson. Macmillan.  (ISBN 0-333-52205-2).
- Levi, Peter (1995). Edward Lear: a biography. London: Macmillan.  (ISBN 0-333-58804-5).
- Levi, Peter (1996). Eden Renewed: the public and private life of John Milton. London: Macmillan.  (ISBN 0-333-62071-2).
- Levi, Peter (1997). Horace: a life. London: Duckworth (2001).  (ISBN 0-7156-3136-5).
- Levi, Peter (1998). Virgil: his life and times. London: Duckworth.  (ISBN 0-7156-2833-X)

### Traductions
- Yevtushenko, Yevgeny. Trans. Peter Levi and Robin Milner-Gulland (1966). Poems: chosen by the author.London: Collins and Harvill.
- Pausanias. Trans. Peter Levi (1971). Guide to Greece (2 vols: Central and Southern Greece). Harmondsworth: Penguin.  (ISBN 0-14-044226-X)
- The Bible. Trans. Peter Levi (1976). The Psalms. Harmondsworth: Penguin.  (ISBN 0-14-044319-3).
- Pavlopoulos, George. Trans. Peter Levi (1977). The cellar. London: Anvil Press.   (ISBN 0-85646-027-3).
- Papadiamantis, Alexandros. Trans. Peter Levi (1983). The murderess. London: Writers and Readers.  (ISBN 0-904613-94-1)
- Unknown. Trans. Anne Pennington and Peter Levi (1984). Marko the Prince: Serbo-Croat heroic songs. London: Duckworth.  (ISBN 0-7156-1715-X).
- The Bible. Trans. Peter Levi (1985). The Holy Gospel of John. Worthing: Churchman.  (ISBN 1-85093-027-9).
- de Courcel, Martine. Trans. Peter Levi (1988). Tolstoy: the ultimate reconciliation. New York: C. Scribner's Sons.  (ISBN 0-684-18569-5).
- The Bible. Trans. Peter Levi (1992). The Revelation of John. London: Kyle Cathie.  (ISBN 1-85626-052-6).
- Papadiamantis, Alexandros. Trans. Peter Levi (1995). The murderess. London: Loizou.  (ISBN 0-9521246-0-2).

### Ouvrages traitant de la religion
- The Bible. Compiled. Peter Levi (1974). The English Bible, 1534–1859. London: Constable.  (ISBN 0-09-459600-X).
- Levi, Peter ed. (1984). The Penguin Book of English Christian Verse. Harmondsworth: Penguin. ISBN Link0140422927.
- Levi, Peter (1987). The Frontiers of Paradise: a study of monks and monasteries. London: Collins Harvill.  (ISBN 0-00-272513-4).
- Bernard, Bruce and Lloyd, Christopher (1987). The Queen Of Heaven – A Selection of Paintings of the Virgin Mary. London: Macdonald Orbis. (Introduction by Peter Levi).

### Articles et conférences
- Levi, Peter (1975). John Clare and Thomas Hardy. University of London: The Athlone Press.  (ISBN 0-485-16210-5)
- Levi, Peter (1975). In Memory of David Jones: a sermon. In The Tablet.
- O'Connell, Eileen. Trans. Eilos Dillon (1984). The Lamentation of the Dead with "The Lament For Arthur O'Leary".   (ISBN 0-85646-140-7).
- Levi, Peter (1990). Hopkins a'i Dduw, (Hopkins and his God). North Wales Arts Association. ISSN 0260-6720.
- Levi, Peter (1991).  The Art of Poetry: The Oxford Lectures, 1984–1989. New Haven: Yale University Press.  (ISBN 0-300-04847-5).

### Romans
- Levi, Peter (1979). The Head in the Soup. London: Constable.  (ISBN 0-09-462850-5).
- Levi, Peter (1985). Grave Witness. London: Quartet.  (ISBN 0-7043-2497-0).
- Levi, Peter (1986). Knit One, Drop Oone. London: Quartet.  (ISBN 0-7043-2592-6).
- Levi, Peter (1988). To the Goat. Hutchinson.  (ISBN 0-09-173627-7).
- Connolly, Cyril (1903–1974), concluded by Peter Levi (1990). Shade Those Laurels. London: Bellew.  (ISBN 0-947792-37-6).